# Theridion albolineolatum
Theridion albolineolatum är en spindelart som beskrevs av Lodovico di Caporiacco 1940. Theridion albolineolatum ingår i släktet Theridion och familjen klotspindlar.
Artens utbredningsområde är Etiopien. Inga underarter finns listade i Catalogue of Life.